# Clinique de La Source
Pour les articles homonymes, voir La Source.
La clinique de La Source est un établissement hospitalier privé qui se trouve à Lausanne, en Suisse. Elle fait partie d'une fondation éponyme à but non lucratif, qui comprend également l'Institut et Haute École de Santé La Source (HES - SO).

## Historique
En 1859 la Comtesse Valérie de Gasparin, née Boissier, et son époux Agénor de Gasparin créent à Lausanne une filière de formation de personnel hospitalier, bientôt appelée « École normale évangélique de garde-malades indépendantes ». Il s’agit là de la première école laïque au monde pour la formation de personnel hospitalier. Puis, en 1890, pour assurer la pérennité de son œuvre, Valérie de Gasparin constitue la Fondation La Source, qui se dote en 1891 d’un établissement de soins destiné à offrir des champs d’applications pratiques aux élèves de l'école. Cette clinique, alors dirigée par Charles Krafft (médecin) (1863-1921), pionnier en Europe de l'appendicectomie et des soins à donner aux malades, est initialement appelée clinique de Beaulieu, mais se nomme depuis 1921 clinique de La Source.
Aujourd’hui, la clinique de La Source compte parmi les établissements réputés du pays. Elle dispose de divers services spécialisés, notamment : centre d'urgences, médecine interne, chirurgie générale, oncologie, neurochirurgie, soins intensifs, cardiologie, urologie, maternité et gynécologie.
En décembre 2011, la clinique de La Source et le CHUV ont signé un accord pour ouvrir le premier centre de robotique vaudois.

## Chiffres clés
La clinique la Source comprend 150 lits pour 320 médecins spécialistes FMH. Elle accueille chaque année plus de 100 000 patients.